# 天池寺附近石刻
天池寺附近石刻是中国江西省九江庐山西部，位于仙人洞以西大天池。

## 历史
庐山天池寺在明代得到朝廷扶持，敕建为天池护国寺，极为兴盛，天池山顶。规模宏大，誉为“匡庐首刹”。寺庙毁于太平天国战乱。
天池寺周边有大量明代摩崖石刻，包括王守仁“庐山最高处”、“聚仙亭”，以及陈沂七律《天池》。
天池寺附近石刻于1959年列为第二批江西省文物保护单位。